# Aiguille de Triolet
L'aiguille de Triolet, culminant à 3 870 m d'altitude, est un sommet du massif du Mont-Blanc. Il ferme les cirques des glaciers de Talèfre, d'Argentière, de Triolet et de Pré-Le-Bar.

## Géographie

### Situation
L'aiguille du Triolet se trouve sur la frontière entre la France et l'Italie. Elle possède trois versants : nord (ou d'Argentière), est (ou Pré-de-Bar) et sud (ou de Triolet).
Elle est située sur une longue arête qui comprend des sommets tels que le mont Dolent et les Grandes Jorasses. Il est gravi habituellement sur le versant d'Argentière, sa face nord très redressée étant considérée comme une des grandes voies glaciaires des Alpes.

### Géologie
Du point de vue géologique, l'aiguille du Triolet est constituée, comme une grande partie du massif du Mont-Blanc, de protogine, variété de granite de couleur verte.

## Alpinisme
- 1874 - Première ascension par  J. A. G. Marshall, Ulrich Almer et Johann Fisher par le versant Pré-Le-Bar
- 1898 - Arête des Monts Rouges par J.B. Guyot, Joseph Brocherel et Adolphe Rey[4]
- 1900 - Ouverture de la voie normale côté français par le glacier de Talèfre et le col de Triolet, par Thomas Maischberger, Hainrich Pfannl et Franz Zimmer[5]
- 1905 - Arête nord-est depuis la brêche du Domino, par Émile Fontaine, Jean Ravanel[6] et Léon Tournier
- 1907 - Voie Sechehaye, par Adrien Sechehaye et L. Berthoud
- 1929 - Arête nord-est depuis le col du Dolent par Robert Jonquière, Marcel Bozon et Fernand Ravanel
- 1931 - Face nord par Robert Gréloz[7] et André Roch, sans guide
- 1945 - « Nervure » nord, par Jean-Paul Charlet et Étienne Livacic[8]
- 1947 - couloir Contamine-Lachenal, versant nord, par André Contamine et Louis Lachenal en septembre[9]
- 1960 - Brêche du Triolet (3 611 m) par René Desmaison et Yves Pollet-Villard[10]
- 1967 - Pilier nord par Claude Jager[11], Michel Marchal, Heiz Bächli[12] et H.R. Horisberger
- Octobre 1996 - Voie Tibet libre ouverte en face sud du Triolet par Patrick Gabarrou et Philippe Batoux[13].

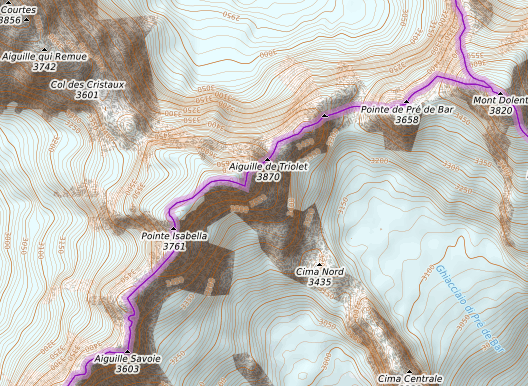
Carte topographique de l'aiguille de Triolet.

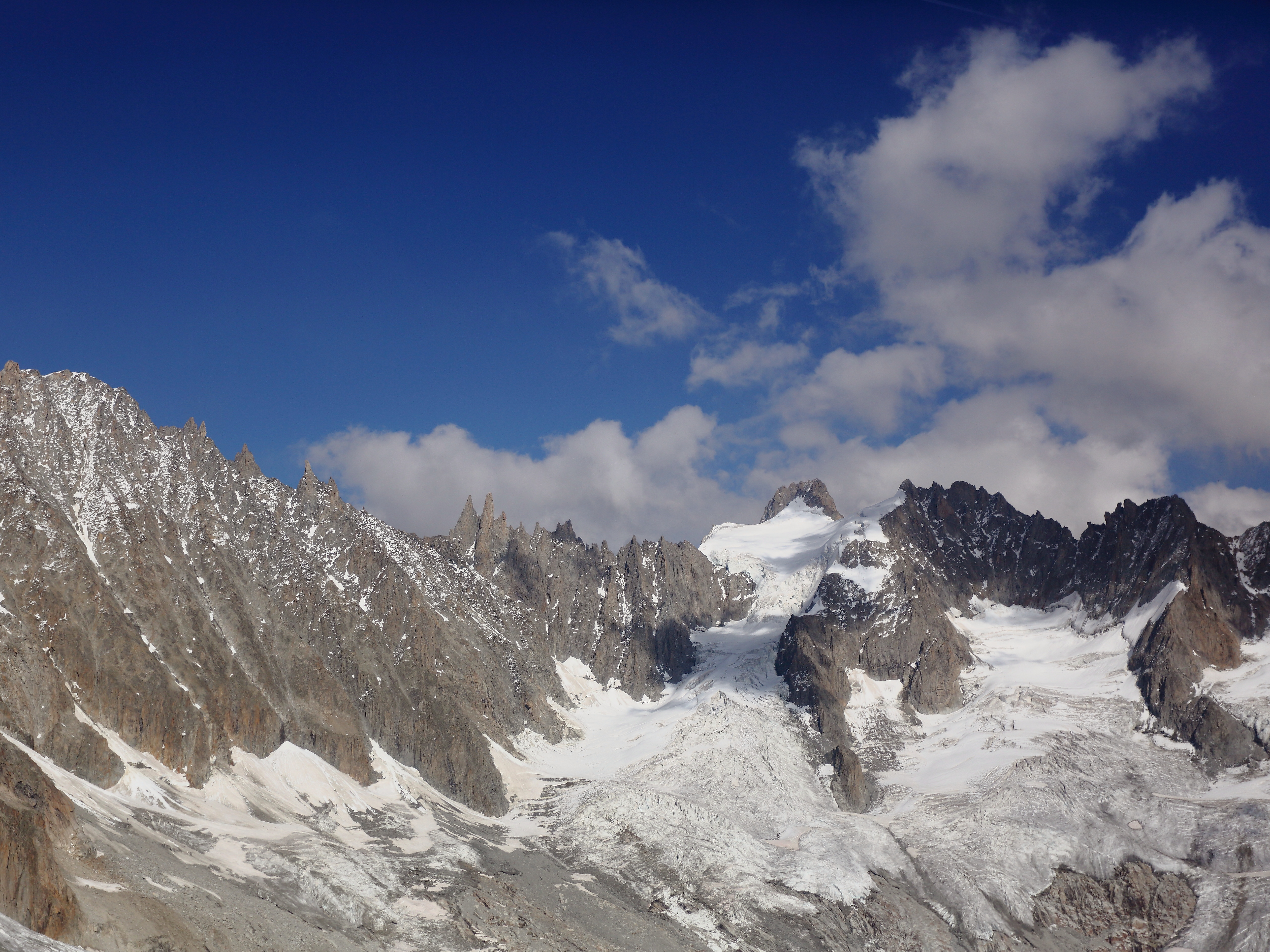
Vue de l'aiguille de Triolet, au centre, et de la pointe Isabella à sa droite.